# Saint-Benoist-sur-Mer
Saint-Benoist-sur-Mer is een gemeente in het Franse departement Vendée (regio Pays de la Loire) en telt 319 inwoners (1999). De plaats maakt deel uit van het arrondissement Les Sables-d'Olonne.

## Geografie
De oppervlakte van Saint-Benoist-sur-Mer bedraagt 15,7 km², de bevolkingsdichtheid is 20,3 inwoners per km².
De onderstaande kaart toont de ligging van Saint-Benoist-sur-Mer met de belangrijkste infrastructuur en aangrenzende gemeenten.

## Demografie
Onderstaande figuur toont het verloop van het inwonertal (bron: INSEE-tellingen).

1. ↑  Populations de référence 2022.